# Moștenirea lui Jupiter
Moștenirea lui Jupiter este un serial american cu supereroi care a apărut pe Netflix pe 7 Mai 2021, precum și alte platforme de streaming. Serialul este bazat pe seria de benzi desenate cu același nume publicate de Image Comics încă din 2013, creată de scenaristul Mark Millar și desenatorul Frank Quitely, ambii scoțieni. Benzile desenate au fost adaptate într-un scenariu de serial de către Steven S. DeKnight, cunoscut pentru lucrul său în serialul Spartacus și filmul Pacific Rim, însă el a fost înlocuit ca scenarist de Sang Kyu Kim. Ea, la rândul ei, este cunoscută pentru The Walking Dead. În serial, rolurile principale sunt jucate de Josh Duhamel, Ben Daniels, Leslie Bibb, Elena Kampouris, Andrew Horton, Mike Wade și Matt Lanter. În iunie 2021, serialul s-a terminat după un singur sezon, însă Netflix va produce o continuare anime numită Super Crooks.

### Scenariu
La scurt timp după sinuciderea tatălui lui Sheldon Sampson în 1929, declanșat de Joia Neagră, fostul om de afaceri Sheldon călătorește pe o insulă neexplorată din Oceanul Atlantic, unde el, fratele său, Walter și alți patru au primit superputeri. Apoi creează o echipă de super-eroi numită Uniunea Justiției și idealurile sale călăuzitoare - să nu ucizi niciodată pe nimeni, să nu intervii niciodată în chestiuni politice - rămân neschimbate în timpul aventurilor sale ca Utopian.Cu toate acestea, următoarea generație de supereroi, inclusiv copiii săi, se luptă să se ridice la înălțimea idealurilor sale rigide și a așteptărilor ridicate. Când fiul lui Sheldon, Brandon pare să omoare pe unul dintre cei mai mari dușmani ai lor, se aprinde o dezbatere publică asupra faptului dacă aceste idealuri sunt încă relevante.